# 丸八証券
丸八証券株式会社（まるはちしょうけん、英: Maruhachi Securities CO., LTD.）は、愛知県名古屋市に本店を置く日本の証券会社。東海東京フィナンシャル・ホールディングスの連結子会社。
「丸八」マークは名古屋の象徴であり、尾張徳川家の合印に由来する。名古屋市の市章にもなっている。なお、創業者名に由来する丸八真綿とは無関係である。

## 沿革
- 1936年（昭和11年）2月 - 赤座株式店創業[1]。
- 1944年（昭和19年）3月 - 企業整備法に基づき改組、丸八証券株式会社を設立[1]。
- 1949年（昭和24年）4月 - 名古屋証券取引所正会員[1]。
- 1987年（昭和62年）4月 - 大阪証券取引所正会員（遠隔地会員）[1]。
- 1988年（昭和63年）5月 - 東京証券取引所正会員[1]。
- 1995年（平成7年）11月 - 懸賞金つき中期国債ファンドを全国で初めて販売。
- 1997年（平成9年）2月 - 通信取引開始。
- 1998年（平成10年）2月 - インターネット取引開始。
- 1999年（平成11年）3月 - マーケットメイク業務開始。
- 2000年（平成12年）
  - 3月 - 損害保険取扱い開始。
  - 6月 - 大阪証券取引所正会員[1]。
  - 8月 - 生命保険取扱い開始。
  - 11月 - ディーリング業務に本格参入。
- 2001年（平成13年）
  - 7月 - コールセンター本格稼動。
  - 11月 - カナダ資産運用会社AGF社と提携。
- 2002年（平成14年）
  - 4月 - マーケットメッセンジャー導入。
  - 11月 - 事務幹事初参入。
- 2003年（平成15年）1月 - 変額年金保険取扱い開始。
- 2004年（平成16年）
  - 6月 - 中国株取扱い開始。
  - 11月 - ジャスダック上場[1]。
- 2005年（平成17年）
  - 3月 - 韓国リーディング投資証券と提携。
  - 11月 - 一部投資信託手数料無料化（通信取引）。
- 2007年（平成19年）10月 - 全店全業務停止（10日間）、一部支店における売買受託業務停止命令（1ヶ月）を受ける。
- 2008年（平成20年）10月 - エース証券と証券事業に関する包括的業務提携。
- 2009年（平成21年）12月 - オリックス証券にオンライン取引事業を分割譲渡。
- 2010年（平成22年）2月 - 本店を中区栄から中区新栄町へ移転。
- 2011年（平成23年）3月31日 - エース証券の子会社となる[1]。
- 2014年（平成26年）4月1日 - エース証券との共同株式移転により、持株会社である株式会社エースホールディングスを設立し、経営統合する予定であったが[2]、「統合に必要な諸条件を期日までに詰め切れなかった」として経営統合を延期している[3][4]。
- 2021年（令和3年）4月 - 東海東京フィナンシャル・ホールディングスが親会社のエース証券に対して実施したTOBが成立したため、同社の連結子会社となる[5]。

### 歴代社長
- 中村金一郎
- 太刀川高利
- 吉田則雄
- 井戸辻康行
- 山崎正行
- 島田守
- 中村吉孝
- 駒林秀雄
- 伊沢健
- 星野泰則
- 鈴木卓也

## 主幹事の実績
- 2006年（平成18年）3月 - ケイエス冷凍食品 (名古屋証券取引所第二部)